# Nassauvia coronipappa
Nassauvia coronipappa là một loài thực vật có hoa trong họ Cúc. Loài này được Arroyo & Martic. mô tả khoa học đầu tiên năm 1988.